# Dynamips

Dynamips ist eine Software, um Cisco-Hardware auf einem herkömmlichen PC zu emulieren.
Wichtig ist hierbei, dass Dynamips nicht den kompletten Router emuliert, sondern nur die Hardware (analog zu VMware für herkömmliche PCs). Das bedeutet, dass ein passendes IOS benötigt wird, um Dynamips nutzen zu können.

## Funktionalität
Dynamips war ursprünglich als Emulator für einen 7200er Router gedacht, emuliert mittlerweile aber folgende Geräte:
- Cisco 7200
- Cisco 3600er-Serie (3620, 3640, 3660)
- Cisco 3700er-Serie (3725, 3745)
- Cisco 2600er-Serie (2610 bis 2650XM, 2691)

Zusätzlich bietet Dynamips die Möglichkeit, die virtuellen Geräte mit weiteren Steckmodulen (NPE-400, PA-8T, NM-4E, NM-16ESW, NM-1FE-TX um nur einige wenige zu nennen) entsprechend ihrer verfügbaren Slots auszustatten.
Unterstützt wird eine Vielzahl von IOS-Versionen, bis hin zu 12.2S und 12.4T.
Da es zur Verwaltung eines virtuellen Routers keinen Konsolenanschluss gibt, kann das CLI per Telnet auf dem Wirtsrechner bedient werden.
Die Schnittstellen der virtuellen Router können an reale Netzwerkinterfaces gebunden werden. Dadurch entsteht die Möglichkeit reale Hosts über virtuelle Routernetzwerke zu verbinden.

## Weitere Software
Um die Bedienung von Dynamips in seiner Komplexität zu reduzieren, wurde Dynagen als textbasiertes Frontend für Dynamips geschaffen. Für die Verwendung von Dynagen muss Dynamips im sogenannten Hypervisor-Modus gestartet werden. Es verwaltet dann mit einer Instanz mehrere Router gleichzeitig.
Dynagen macht es möglich, komplexe Routernetzwerke mit Hilfe sehr einfacher Konfigurationsdateien zu erstellen. Ein einfaches Beispiel könnte so aussehen:
```
[localhost:7201]

[[7200]]
  image = c7200-jk9o3s-mz.124-7a.image.bin
  npe = npe-400
  ram = 160

[[router R1]]
  model = 7200
  slot1 = NM-4E

[[router R2]]
  model = 7200
  slot1 = NM-4E
  e0/1 = R1 e0/1

```

In diesem Beispiel wird auf dem lokalen Dynamips-Server (der hier abweichend vom Default-Port 7200 an Port 7201 läuft) ein Modell 7200 mit Angabe der Abbilddatei, des zu verwendenden Erweiterungsmoduls NPE-400 und 160MB RAM-Speicher definiert, von dem zwei Instanzen R1 und R2 jeweils mit einem 4-Port-Ethernet-Modul NM-4E erstellt werden.
Die Schnittstelle Ethernet0/1 des Routers R2 wird mit Ethernet0/1 von R1 verbunden. Dabei genügt es, diese Verbindung auf einer der beiden Endstellen festzulegen.
Standardmäßig sind die erstellten Geräte per Telnet in der angegebenen Reihenfolge beginnend ab Port 2000 auf dem Wirtsrechner zu erreichen. In diesem Fall also R1 an Port 2000, R2 an Port 2001.
Die Konfigurationsdatei ermöglicht außerdem das Erstellen einfacher Switches, mit deren Hilfe mehrere Schnittstellen miteinander verbunden werden können.
Als grafische Benutzeroberfläche für Dynamips und Dynagen wurde GNS-3 entwickelt. GNS-3 erlaubt eine komplexe Konfiguration der virtuellen Umgebung mittels einer einfachen grafischen Schnittstelle.